# Palma, Minas Gerais
Palma este un oraș în Minas Gerais (MG), Brazilia.